# Александр Комин из Данфейла
Александр Комин (англ. Alexander Comyn; умер в 1330) — шотландский аристократ, сын Джона I «Рыжего» Комина, лорда Баденоха. Владел замком Данфейл.

## Биография
Александр происходил из шотландского рода Коминов, имевшего нормандское происхождение, представители которого обосновались в Шотландии во время правления короля Давида I. Благодаря бракам с наследницами двух шотландских графств они приобрели широкую политическую власть, хотя никто из членов семьи не получал графского титула по собственному праву. От сыновей Уильяма Комина (умер в 1233), юстициария Шотландии, пошли 2 ветви рода: старшая (лорды Баденоха) и младшая (графы Бьюкен).
Александр был сыном главы старшей ветви рода Коминов — Джона I «Рыжего», лорда Баденоха, который владел важными землями в Тайндейле (Нортумберленд, Англия), Дамфрисшире, Роксбургшире и Пиблшире (Южная Шотландия), а также Баденохом и Лохабером (Северная Шотландия). Точно неизвестно, какая из двух жён Джона Комина была его матерью. Он владел замком Данфейл.
Впервые Александр упоминается в 1278 году в качестве свидетеля в хартии брата, Джона II Комина, лорда Баденоха, о дарении аббатству Инчаффрей. 
Вместе с братьями Александр принимал участие в войнах за независимость Шотландии. 27 июля 1296 года он упомянут среди тех, кто присягнул на верность в Эльгине английскому королю Эдуарду I. В том же году он сражался против англичан в битве при Данбаре и вместе с братом Робертом и племянником Джоном перечисляется в числе шотландцев, попавших в плен и оказался в заключении — сначала в замке Данбар, а в 1297 году был переправлен в лондонский Тауэр. Там он находился минимум до 1300 года. В хартии от 3 сентября 1296 года упоминается, что Ева, жена Александра, подавала прошение Эдуарду I, жалуясь на захват её владений в Шотландии, требуя восстановления справедливости.
В 1330 году регент Шотландии, Томас Рэндольф, 1-й граф Морей, осадил замок Данфейл, во время которой Александр был убит.

## Брак
Жена: не позже 1295 Ева, вдова Александра де Морей. У него известно 6 сыновей, старшего из которых звали Алистер. Все они погибли во время осады замка Данфейл.